# Aihen Muñoz
Aihen Muñoz Capellán (Echauri, 16 de agosto de 1997) é um jogador de futebol profissional espanhol que atua como lateral-esquerdo e ponta-esquerda na Real Sociedad.

## Carreira
Muñoz passou da posição de ala até terminar como lateral-esquerdo no time reserva da Real Sociedad. Durante as temporadas 2017–18 e 2018–19, o jogador do Sanse fez um total de 41 jogos pelo time reserva do txuri-urdin, antes de ser promovido para o time titular.
No dia 6 de janeiro de 2019, Muñoz estreou na Primeira Divisão Espanhola, numa vitória da equipe de San Sebastián por 2–0 no Estádio Santiago Bernabéu contra o Real Madrid, relativa à décima oitava rodada do campeonato, em que o jogador atuou por 84 minutos. Ele assumiu a posição de Theo Hernández na parte final da temporada. Na metade de 2019, ele recebeu o número do time titular, iniciando a temporada como tal, até a posterior contratação de Nacho Monreal pela equipe do País Basco.
No dia 3 de abril de 2021, no Estádio de La Cartuja, conquistou a Copa del Rey ao vencer a final pendente do ano anterior devido à pandemia de COVID-19, por 1–0 contra o Athletic Bilbao.
Em dezembro daquele ano, a Real renovou seu contrato até junho de 2024. Antes de seu término, em novembro de 2023, ele assinou uma nova prorrogação até 2027. Nesta temporada, terminou com uma lesão após sofrer uma ruptura no ligamento cruzado em uma partida contra o Celta de Vigo.

### Carreira internacional
Muñoz fez sua estreia pela seleção não-oficial do País Basco em maio de 2019, em um empate em 0–0 com o Panamá, para o qual foi convocado um elenco menor e mais jovem.

## Títulos
- Copa do Rei: 2019–20[7]